# Rio Âncora
O Âncora é um rio português que nasce no pico da Serra de Arga, banha Orbacém, Freixieiro de Soutelo e Riba de Âncora e desagua no Oceano Atlântico em Vila Praia de Âncora, freguesia do concelho de Caminha. No século XIX este rio era conhecido por rio Amora